# Власов, Валентин Александрович
Валентин Александрович Власов (20 августа 1947 года, Москва — 4 августа  2017 года, Москва) — начальник Академии Федеральной службы безопасности Российской Федерации в 2000—2007 годах, генерал-полковник.

## Биография
Родился в 1947 году в Москве. В 1971 году окончил Московский энергетический институт, позднее окончил Высшую школу КГБ. Работал инженером на московских предприятиях оборонного комплекса, в том числе в космической промышленности, занимался разработкой систем стыковки космических аппаратов.
Избирался депутатом районного Совета (1975—1982), депутатом Моссовета (1977—1980).
С 1981 года служил в органах государственной безопасности СССР. Занимал должность первого заместителя начальника Управления ФСБ России по Москве и Московской области. В июле—августе 2000 года начальник управления. Участвовал в операциях по борьбе с незаконными поставками оружия, наркотиков, по внедрению оперативных сотрудников в бандформирования, возглавлял подразделения по борьбе с терроризмом.
В 2000—2007 годах — начальник Академии ФСБ России.
Похоронен на Троекуровском кладбище.

## Награды
- Орден «За заслуги перед Отечеством» IV степени
- Орден Почёта
- Нагрудный знак «Почётный сотрудник контрразведки»